# Dragan Veljović
Dragan Veljović es un deportista alemán que compitió para la RFA en taekwondo. Ganó una medalla de bronce en el Campeonato Mundial de Taekwondo de 1979 en la categoría de –56 kg.

## Palmarés internacional
| Campeonato Mundial | Campeonato Mundial | Campeonato Mundial | Campeonato Mundial |
| Año                | Lugar              | Medalla            | Categoría          |
| ------------------ | ------------------ | ------------------ | ------------------ |
| 1979               | Stuttgart (RFA)    | Medalla de bronce  | –56 kg             |